# Stazione di Guri
La stazione di Guri (구리역, 九里驛, Guri-yeok) è la principale stazione ferroviaria della città sudcoreana di Guri, e al momento è servita dalla linea Jungang della Korail.

## Storia
La stazione è stata inaugurata il 16 dicembre 2005.
A partire dal 2017 la stazione avrà attivo l'interscambio con la linea 8 della metropolitana di Seul.

## Linee e servizi
Korail
■ Linea Jungang (Codice: K122)

### Linee in costruzione
SMRT
● Linea 8 (2020) (Codice: 814)

## Struttura
La stazione è realizzata su viadotto, con due marciapiedi laterali e due binari passanti.
| 1 | ●Linea Jungang | per Deokso, Paldang, Yangpyeong e Yongmun    |
| 2 | ●Linea Jungang | Direzione Cheongnyangni, Wangsimni e Yongsan |

## Stazioni adiacenti
| «                        | Servizio      | »             |
| Linea Jungang            | Linea Jungang | Linea Jungang |
| ------------------------ | ------------- | ------------- |
| Yangwon                  | Locale        | Donong        |
| Sangbong                 | Espresso      | Donong        |
| Linea 8 (in costruzione) |               |               |
| Byeollae                 | Locale        | Gyomun        |